# Martin Vöhler
Martin Vöhler (* 2. Juni 1959 in Berlin) ist ein deutscher Literaturwissenschaftler.

## Leben
Vöhler studierte Germanistik, Klassische Philologie und Religionswissenschaft in Berlin und Thessaloniki. Anschließend war er wissenschaftlicher Mitarbeiter der Germanistik an der Berliner Freien Universität. 1995 wurde er promoviert und beteiligte sich in Heidelberg am Leibniz-Forschungsprogramm „Nachleben der antiken griechischen und lateinischen Literatur und Geschichte der Klassischen Philologie“ der Deutschen Forschungsgemeinschaft. Gleichzeitig arbeitete er am „Archiv für Antikerezeption“ in Berlin mit. 2003 habilitierte er sich mit seiner Schrift „Pindarrezeptionen von Erasmus bis zu Herder“. Er war wissenschaftlicher Mitarbeiter am Sonderforschungsbereich „Ästhetische Erfahrung im Zeichen der Entgrenzung der Künste“ (SFB 626) in Berlin. Vöhler war 2006 kurzzeitig Gastprofessor an der Ain-Schams-Universität in Kairo. Von 2011 bis 2015 war er Assistenzprofessor für Germanistik und Komparatistik an der University of Cyprus. Seit 2015 ist er Professor für Gräzistik an der Aristoteles-Universität Thessaloniki.

## Forschungsschwerpunkte
Vöhler beschäftigt sich mit der Rezeption der antiken Literatur in der neueren deutschen Literatur, mit antiker Rhetorik und Poetik und mit der Literatur des 18. und 19. Jahrhunderts.
Weiters arbeitete er zu den Themen Katharsis und ästhetische Erfahrung, Mimesiskonzeptionen und Humanismus sowie Humanität im 18. Jahrhundert.

## Veröffentlichungen (Auswahl)
- Danken möcht’ ich, aber wofür? Zur Tradition und Komposition von Hölderlins Hymnik. Fink, München 1997, ISBN 3-7705-3201-5 (Dissertation, FU Berlin, 1995).
- (Übersetzung) Glenn W. Most: Heideggers Griechen. In: Merkur. Bd. 56, Ausgabe 2, Februar 2002, S. 113–123
- Pindarrezeptionen. Sechs Studien zum Wandel des Pindarverständnisses von Erasmus bis Herder. Winter, Heidelberg 2006, ISBN 3-8253-5148-3 (Habilitationsschrift, FU Berlin, 2003).